# Escuadrón Aéreo n.º 3 de la Fuerza Aérea Uruguaya
El Escuadrón Aéreo N.º 3 (Transporte) de la Fuerza Aérea Uruguaya es una unidad de vuelo que integra la Brigada Aérea I y opera desde la Base Aérea "General Cesáreo L. Berisso", que comparte sus pistas con el Aeropuerto Internacional de Carrasco. El escuadrón cumple con misiones de transporte aéreo militar táctico de carga o pasajeros, reabastecimiento en vuelo de aeronaves de combate, traslados sanitarios de pacientes u órganos, lanzamiento de paracaidistas militares y civiles, misiones de patrulla marítima, operaciones en apoyo a la búsqueda y rescate en el mar, búsqueda de personas, tareas de fotografía aérea, aerofotogrametría, reconocimiento, apoyo al desarrollo de proyectos científicos mediante el empleo de sus aeronaves, o vuelos de abastecimiento hacia la Antártida, transportando al personal civil y militar, junto a víveres y equipos, necesarios para el funcionamiento de la Base Científica Antártica Artigas, sosteniendo los esfuerzos de la presencia uruguaya allí. En su carácter humanitario, el escuadrón realiza estas tareas tanto a nivel nacional como regional, prestándole apoyo a los países de la región que se puedan ver damnificados por desastres naturales, dentro del marco del Sistema de Cooperación entre las Fuerzas Aéreas Americanas (SICOFAA).

## Misión
De acuerdo con la misión dispuesta por la Brigada Aérea I, este escuadrón también debe cumplir con el trasporte aéreo de jefes de Estado o autoridades nacionales, pasajeros, y realizar operaciones de apoyo a las embajadas y cuerpos diplomáticos de Uruguay en la región. Sumado a todo ello, también debe mantener de forma permanente el alistamiento de sus tripulaciones, así como también su instrucción de vuelo y capacitación.

## Historia

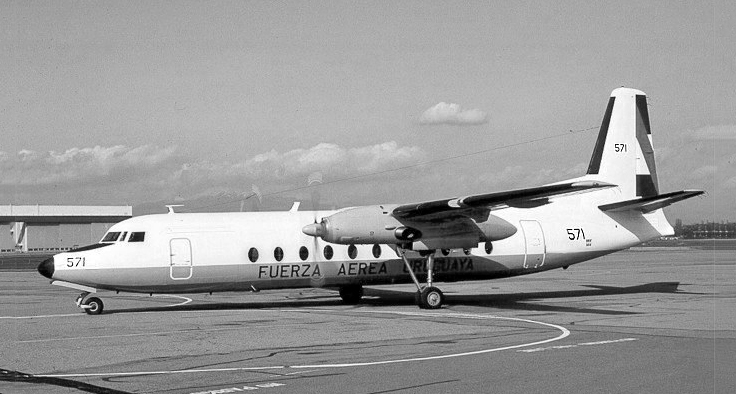
Réplica del Fairchild-Hiller FH-227 matrícula FAU 571 de la Fuerza Aérea Uruguaya, utilizado para la producción de la película "¡Viven!", 1993.

#### Grupo de Aviación N.º 3 (Transporte)
Sus orígenes se remontan al Grupo de Aviación N.° 3 (Bombardeo), que tuvo como base a la Escuela Militar de Aeronáutica, luego la Base de Laguna del Sauce, y definitivamente el entonces Aeropuerto Nacional de Carrasco. En ese momento la unidad contaba con aviones Douglas C-47 Skytrain, Beechcraft AT-11 Kansan y Fairchild PT-26 Cornell. En 1950 se le adjudicaron los recientemente adquiridos bombarderos North American B-25J Mitchell, por lo que su denominación cambió por la de Grupo de Aviación N.° 3 (Bombarderos). Tras este cambio, las aeronaves C-47 fueron asignadas al nuevo Grupo de Aviación N.º 4 (Transporte), creado el 8 de mayo de 1951. Tiempo más tarde, el 17 de septiembre de 1964, luego del retiro de los bombarderos B-25J, las aeronaves de transporte C-47 regresaron a esta unidad, y su designación volvió a ser la de transporte. Sin embargo, ante la necesidad de renovar esta antigua flota de aeronaves, en el año 1981 se adquirieron en España cinco aeronaves CASA C-212 Aviocar, siendo el último C-47 retirado en el año 1988.

#### Grupo de Aviación N.º 6 (Transporte)

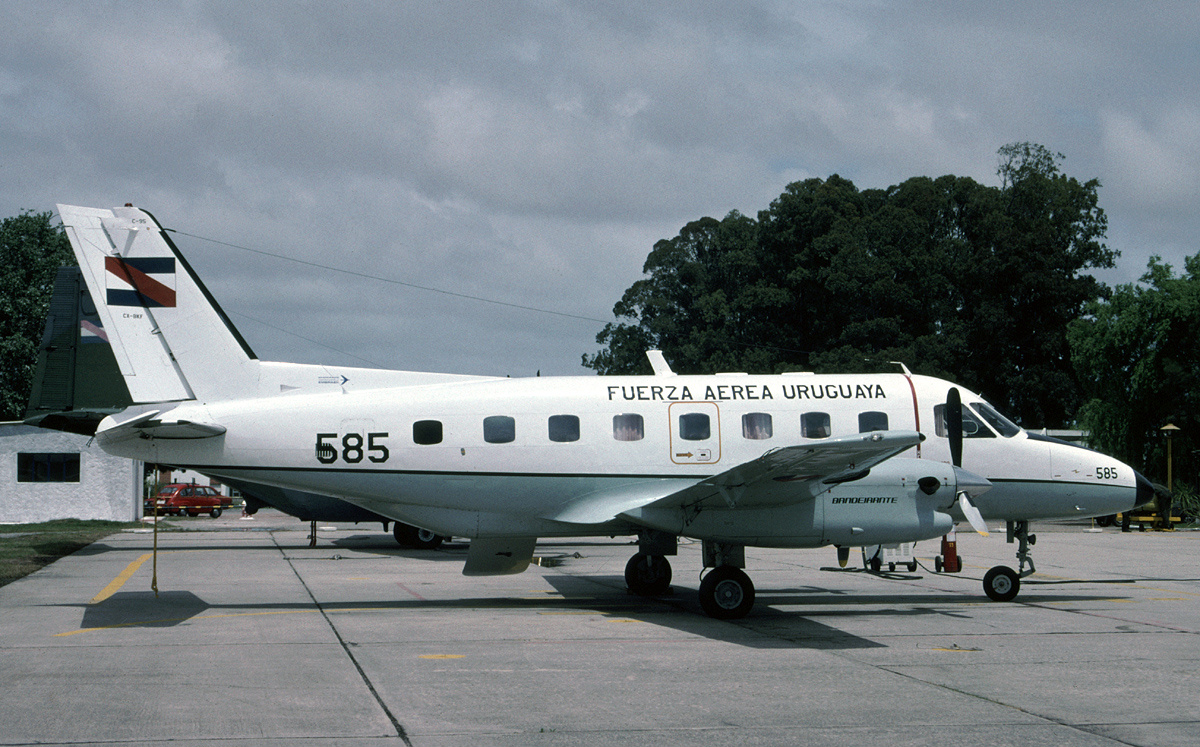
Embraer R-95 Bandeirante matrícula FAU 585, en la Brigada Aérea I, 1996.

Al haberse incorporado, en el año 1975, aviones de transporte Embraer C-95 Bandeirante de Brasil, se dispuso crear otro Grupo de Aviación destinado al transporte aéreo al que serían destinados. El 13 de enero de 1976 se creó entonces, el Grupo de Aviación N.º 6 (Transporte). Con ellos también se modernizaron los servicios de transporte de pasajeros, correo y carga llevados a cabo mediante el Transporte Aéreo Militar Uruguayo (TAMU) y un convenio con la desaparecida Primeras Líneas Uruguayas de Navegación Aérea (PLUNA). Operando para TAMU, el 10 de febrero de 1978, un avión C-47 se accidentó segundos después de despegar desde el Aeropuerto de Artigas, con destino el Aeropuerto Internacional de Carrasco. Sus 44 ocupantes, 6 tripulantes y 38 pasajeros, fallecieron. Este accidente fue la peor tragedia aérea de la aviación uruguaya en toda su historia, y también el segundo peor accidente involucrando a una aeronave de este tipo en el mundo.
En 1978 se creó el Grupo Fotográfico de la Fuerza Aérea, precursor del actual Servicio de Sensores Remotos Aeroespaciales, que se independizó entonces del Grupo 3. Cabe destacar, que una de las principales aeronaves utilizadas para sus funciones fue uno de los únicos dos Embraer R-95 Bandeirante que fueron producidos en el mundo, siendo la construcción de uno de ellos su destino en la Fuerza Aérea Uruguaya, para ser utilizado en tareas de relevamiento aerofotogramétrico. En 1981, además de las aeronaves C-212, la Fuerza Aérea Uruguaya también adquirió su primera aeronave militar de transporte a reacción, un Learjet 35 que recibió la matrícula FAU 500 y fue destinado al Grupo de Aviación N.º 6 (Transporte).   

#### Grupo de Aviación N.º 4 (Transporte)
En 1970 se adquirieron en Holanda dos aviones Fokker F-27 Friendship, seguido por la adquisición de dos Fairchild Hiller FH-227D completamente nuevos en 1972. Uno de estos FH-227, que se encontraba matriculado como FAU 571, fue perdido el 13 de octubre de 1972 en la Tragedia de los Andes. Con la aeronave que fue adquirida para su reemplazo, el FAU 572, Uruguay comenzó con su exploración en la Antártida, realizando el primer aterrizaje de una aeronave uruguaya sobre la Antártida, el 28 enero del año 1984. En 1992 la Fuerza Aérea Uruguaya recibió, por parte de los Estados Unidos de América, tres aeronaves de transporte Lockheed C-130B Hercules. Uno de ellos, matriculado como FAU 593, fue utilizado como fuente de repuestos, pero los restantes dos vieron sus primeros años de servicio volando para el Grupo de Aviación N.º 4 (Transporte). Con ellos fue posible cumplir, de forma regular, con misiones de largas distancias hacia otros continentes, además de facilitar los ya existentes vuelos de apoyo a la presencia de Uruguay en la Antártida.   

#### Fusión de los Grupos de Aviación
A través del Decreto 177/994 del 27 de abril de 1994, con el cual se llevaron a cabo una serie de modificaciones organizativas en la Fuerza Aérea Uruguaya, los Grupos de Aviación 3, 4 y 6 se fusionaron para dar lugar al actual Escuadrón Aéreo N.º 3 (Transporte). Todo el personal, aeronaves, equipos, herramientas y vehículos que formaban parte de estos independientes Grupos de Aviación, subordinados al Regimiento Táctico N.º 1 de la Fuerza Aérea, fueron transferidos a esta nueva unidad. Al haberse retirado de servicio a las aeronaves F-27 y FH 227D, en 1999 se adquirió un Embraer C-120 Brasilia, a fin de recuperar la capacidad de transportar autoridades y pasajeros a medianas distancias, pues el Learjet 35 adquirido en 1981 fue vendido en 1988.  

#### Actualidad
En 2020, con motivo de reemplazar dos C-130B incorporados en 1992, se adquirieron al Reino de España, dos Lockheed KC-130H Hercules. Ambos arribaron a finales de 2020, y se convirtieron en las primeras aeronaves capaces de realizar tareas de reabastecimiento en vuelo en la historia de la Fuerza Aérea Uruguaya. Luego, en 2023, las restantes aeronaves Bandeirante que permanecían en servicio fueron retiradas.

## Aeronaves
| Aeronave                 | Origen         | Variante            | Flota | Foto |
| ------------------------ | -------------- | ------------------- | ----- | ---- |
| Embraer C-120 Brasilia   | Brasil         | EMB-120ER           | 2     |      |
| CASA C-212 Aviocar       | España         | C-212-200 C-212-300 | 5     |      |
| Lockheed KC-130 Hercules | Estados Unidos | KC-130H             | 2     |      |

## Linaje

### Denominación
- Establecido como Escuadrón Aéreo N.º 3 (Transporte) el 27 de abril de 1994

### Acuartelamiento
- Brigada Aérea I (1994 — presente)
  - Base Aérea "Gral. Cesáreo L. Berisso" (1994 — presente)

### Dependencia
- Brigada Aérea I (1994 — presente)
  - Como Escuadrón Aéreo N.º 3 (Transporte) (1994 — presente)

### Aeronaves
- Fokker F-27 Friendship (1994 - 1999)
- Embraer C-95C/R-95 Bandeirante (1994 - 2023)
- CASA C-212-200/300 Aviocar (1994 - presente)
- Lockheed C-130B-LM Hercules (1994 - 2020)
- Embraer C-120ER Brasilia (1999 - presente)
- Beechcraft C-29 Hawker (2018 - 2020)
- Lockheed KC-130H Hercules (2020-presente)